# ريدوندو بيتش

موقع ريدوندو بيتش

هذه المقالة تتكلم عن المدينة الأمريكية، أما عن اللاعب الأرجنتيني أنظر فيرناندو ريدوندو.
ريدوندو بيتش (بالإنجليزية: Redondo Beach)‏ هي إحدى مدن مقاطعة لوس أنجليس، كاليفورنيا. تم إعطاءها لقب مدينة في 29 أبريل، 1892. وفي عام 2000 كان عدد سكانها يتجاوز 63000 نسمة.

## التركيبة السكانية
حدّد مكتب تعداد الولايات المتحدة بيانات التركيبة السكانية لريدوندو بيتش في تعداد الولايات المتحدة. في ما يلي، التركيبة السكانية حسب تعدادي 2000 و2010.

### تعداد عام 2000
بلغ عدد سكان ريدوندو بيتش 63,261 نسمة بحسب تعداد عام 2000، وبلغ عدد الأسر 28,566 أسرة وعدد العائلات 15,242 عائلة مقيمة في المدينة. في حين سجلت الكثافة السكانية 3,931.7 نسمة لكل كيلومتر مربع (10,183.1/ميل2). وبلغ عدد الوحدات السكنية 29,543 وحدة بمتوسط كثافة قدره 1,836.1 لكل كيلومتر مربع (4,755.5/ميل2).
وتوزع التركيب العرقي للمدينة بنسبة 78.62% من البيض و2.52% من الأمريكيين الأفارقة و0.47% من الأمريكيين الأصليين و9.10% من الأمريكيين ذوي الأصول الآسيوية و0.35% من سكان جزر المحيط الهادئ و4.37% من الأعراق الأخرى و4.58% من عرقين مختلطين أو أكثر و13.47% من الهسبانيون أو اللاتينيون من أي عرق.
بلغ عدد الأسر 28,566 أسرة كانت نسبة 25.2% منها لديها أطفال تحت سن الثامنة عشر تعيش معهم، وبلغت نسبة الأزواج القاطنين مع بعضهم البعض 40.6% من أصل المجموع الكلي للأسر، ونسبة 9% من الأسر كان لديها معيلات من الإناث دون وجود شريك، بينما كانت نسبة 3.8% من الأسر لديها معيلون من الذكور دون وجود شريكة وكانت نسبة 46.6% من غير العائلات. تألفت نسبة 33.1% من أصل جميع الأسر من عدة أفراد يعيشون في نفس المنزل ونسبة 5.9% كانت تتألف من شخص يعيش بمفرده يبلغ من العمر 65 عاماً أو أكثر. وبلغ متوسط حجم الأسرة المعيشية 2.21، أما متوسط حجم العائلات فبلغ 2.87.
بلغ العمر الوسطي للسكان 36.7 عاماً. وكانت نسبة 18.7% من القاطنين تحت سن الثامنة عشر، وكانت نسبة 6.1% بين الثامنة عشر والرابعة والعشرين عاماً، ونسبة 43% كانت واقعةً في الفئة العمرية ما بين الخامسة والعشرين والرابعة والأربعين عاماً، ونسبة 23.5% كانت ما بين الخامسة والأربعين والرابعة والستين، ونسبة 8.5% كانت ضمن فئة الخامسة والستين عاماً فما فوق. يوجد لكل 100 أنثى 101.2 ذكر، ويوجد لكل 100 أنثى في الثامنة عشر من عمرها فما فوق 99.7 ذكر.
بلغ متوسط دخل الأسرة في المدينة 69,173 دولارًا، أما متوسط دخل العائلة فبلغ 80,543 دولارًا. وكان متوسط دخل الذكور 56,796 دولارًا مقابل 45,204 دولارًا للإناث. وسجل دخل الفرد الخاص بالمدينة 38,305 دولارًا. وكانت نسبة 4% من العائلات ونسبة 5.9% من السكان تحت خط الفقر، وكان من هؤلاء نسبة 6.5% تحت سن الثامنة عشر ونسبة 6.1% في الخامسة والستين من العمر وما فوق.

### تعداد عام 2010
بلغ عدد سكان ريدوندو بيتش 66,748 نسمة بحسب تعداد عام 2010، وبلغ عدد الأسر 29,011 أسرة وعدد العائلات 16,229 عائلة مقيمة في المدينة. في حين سجلت الكثافة السكانية 4,148.4 نسمة لكل كيلومتر مربع (10,744.3/ميل2). وبلغ عدد الوحدات السكنية 30,609 وحدة بمتوسط كثافة قدره 1,902.4 لكل كيلومتر مربع (4,927.2/ميل2).
وتوزع التركيب العرقي للمدينة بنسبة 74.62% من البيض و2.77% من الأمريكيين الأفارقة و0.44% من الأمريكيين الأصليين و11.99% من الأمريكيين ذوي الأصول الآسيوية و0.30% من سكان جزر المحيط الهادئ و4.08% من الأعراق الأخرى و5.80% من عرقين مختلطين أو أكثر و15.19% من الهسبانيون أو اللاتينيون من أي عرق.
بلغ عدد الأسر 29,011 أسرة كانت نسبة 27% منها لديها أطفال تحت سن الثامنة عشر تعيش معهم، وبلغت نسبة الأزواج القاطنين مع بعضهم البعض 43.1% من أصل المجموع الكلي للأسر، ونسبة 8.7% من الأسر كان لديها معيلات من الإناث دون وجود شريك، بينما كانت نسبة 4.2% من الأسر لديها معيلون من الذكور دون وجود شريكة وكانت نسبة 44.1% من غير العائلات. تألفت نسبة 31.9% من أصل جميع الأسر من عدة أفراد يعيشون في نفس المنزل ونسبة 7.4% كانت تتألف من شخص يعيش بمفرده يبلغ من العمر 65 عاماً أو أكثر. وبلغ متوسط حجم الأسرة المعيشية 2.29، أما متوسط حجم العائلات فبلغ 2.94.
بلغ العمر الوسطي للسكان 39.3 عاماً. وكانت نسبة 19.3% من القاطنين تحت سن الثامنة عشر، وكانت نسبة 6.3% بين الثامنة عشر والرابعة والعشرين عاماً، ونسبة 34.7% كانت واقعةً في الفئة العمرية ما بين الخامسة والعشرين والرابعة والأربعين عاماً، ونسبة 29.3% كانت ما بين الخامسة والأربعين والرابعة والستين، ونسبة 10.5% كانت ضمن فئة الخامسة والستين عاماً فما فوق. وتوزع التركيب الجنسي للسكان بنسبة 49.8% ذكور و50.2% إناث.

## توأمة
لريدوندو بيتش اتفاقيات توأمة مع كل من:
- لا باز
- هيرموسا بيتش
- مانهاتان بيتش

## أعلام
- جولين بوردي
- والي بيرغر
- شينا
- سام ماتش
- لودفيغ روث
- كيتي روز
- وليام روسكرانس
- مايكل دوديكوف
- سارة همر
- إدوين ماكميلان